# Xã Wilson, Quận Faulkner, Arkansas
Xã Wilson (tiếng Anh: Wilson Township) là một xã thuộc quận Faulkner, tiểu bang Arkansas, Hoa Kỳ. Năm 2010, dân số của xã này là 1.285 người.